# Prey (jeu vidéo, 2017)
Pour les articles homonymes, voir Prey.
Ne doit pas être confondu avec Prey (jeu vidéo, 2006).
Prey est un jeu vidéo de tir à la première personne développé par Arkane Studios Austin et édité par Bethesda Softworks, sorti le 5 mai 2017 sur Microsoft Windows, PlayStation 4 et Xbox One.
Son prédécesseur, le jeu Prey de 2006, devait initialement avoir une suite nommée Prey 2. Alors que Prey 2 était en développement chez Human Head Studios sur PlayStation 3, Xbox 360 et Microsoft Windows, il fut annulé, notamment après le transfert des droits de la licence chez Bethesda Softworks. Finalement, Bethesda Softworks annonce la reprise du projet lors de l'E3 2016 sous le titre Prey, servant de reboot de la licence.
Les évènements du jeu se déroulent dans une uchronie dans laquelle le président des États-Unis John Fitzgerald Kennedy a survécu à la tentative d'assassinat à Dallas en 1963. Cet évènement provoque une accélération de la course à l'espace entre les États-Unis et l'Union soviétique qui provoque la découverte hasardeuse des Typhons, une espèce extraterrestre.
Le jeu met en scène Morgan Yu, dont le choix du genre est laissé au joueur, qui tente de s'échapper de la station spatiale Talos I, envahie par les Typhons.

## Trame

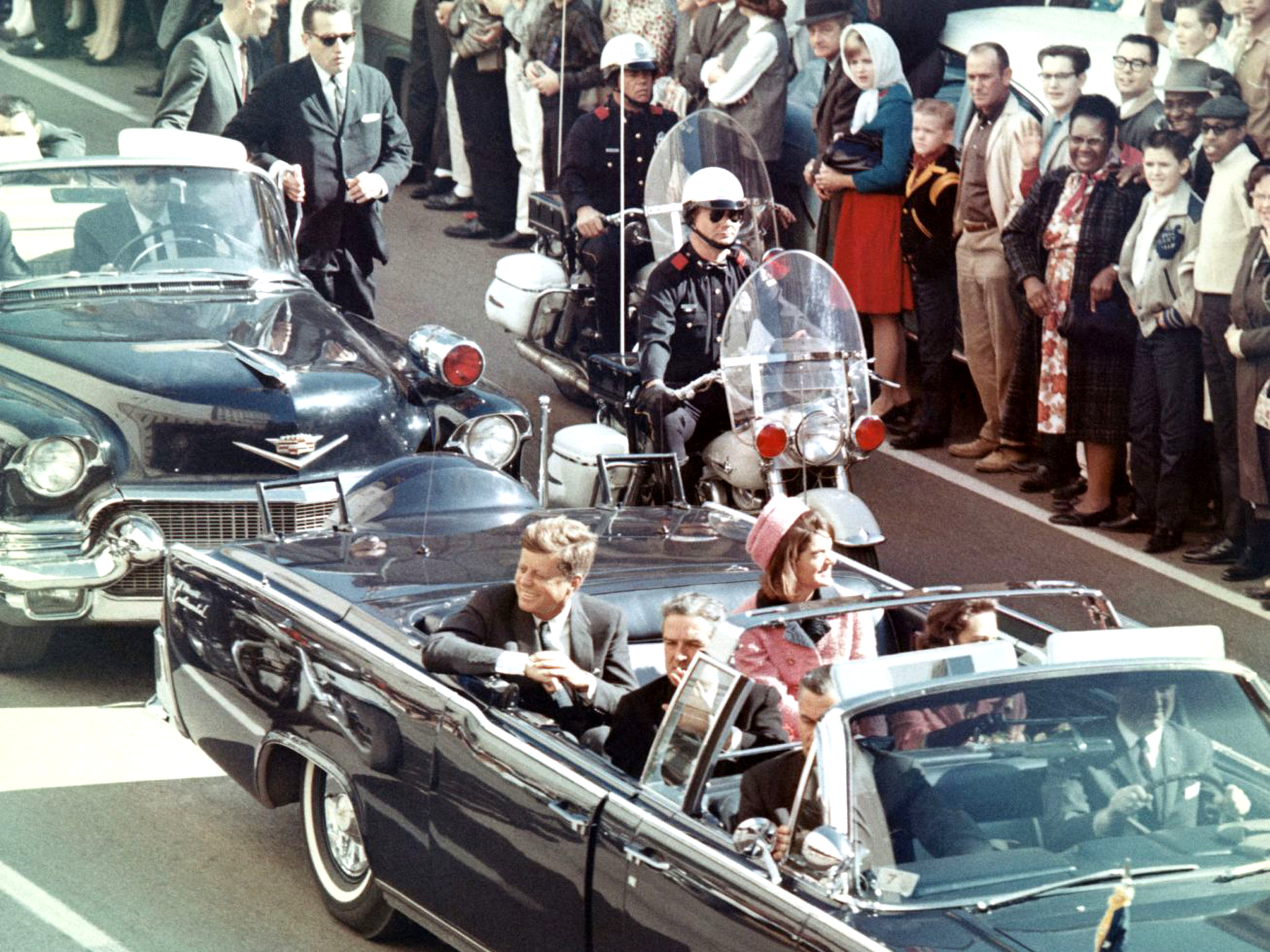
Dans Prey, l'assassinat de John F. Kennedy n'a pas eu lieu, ce qui donne une autre tournure au sens de l'histoire dont notamment à l'exploration spatiale.

Prey se déroule dans une uchronie dans laquelle le président des États-Unis John Fitzgerald Kennedy a survécu à la tentative d'assassinat à Dallas en 1963. Il décide de coopérer avec l'URSS, et crée un programme scientifique du nom de Kletka dans le but de modifier un satellite Soviétique pour en faire un centre de recherche pointu, spécialisé dans l'étude des extraterrestres,. À la suite d'un accident causant la mort de plusieurs chercheurs en 1980, la station a été laissée à l'abandon.
Kletka a été rachetée en 2025 par la mégacorporation TranStar pour en faire un centre d'innovation qui sera nommé Talos I,. Transtar est connu pour son travail sur les NeuroMods « Neural Modifier », un dispositif qui permet de développer ses capacités ou d'en acquérir de nouvelles. La station Talos I est composée de plusieurs sections : Grand Hall, Département de Neuromods, Quartiers de l'équipage, Psychotronique, Laboratoires Techniques, Support de Vie, Zone de fret, Stockage, Arboretum, Tunnels d'Entretien Gravitationnel, Passerelle, Centrale électrique et Accès aux navettes.
L'histoire débute en 2032, le personnage incarné est Morgan Yu (Sumalee Montano  ; Tim Kang), dont le père est William Yu (James Hong), président de TranStar, et le frère est Alex Yu (Benedict Wong), le PDG de Transtar],. Ce dernier expérimente l'usage des Neuromods sur Morgan, avec Sylvain Bellamy (Stephen Russell), le chef de la section Neuromod avant qu'un accident se produise et que les Typhons, une espèce extraterrestre, ne se propagent dans toute la station et tuent la majorité de l'équipage.
Morgan Yu se porte volontaire pour expérimenter l'acquisition de pouvoirs Typhons grâce aux NeuroMods, cependant une trop grande utilisation de NeuroMods provoque la perte de mémoire et le changement progressif de la personnalité de Morgan, ce qui alarme son frère Alex Yu qui décide de l'enfermer dans une sorte de boucle temporelle qui se répète chaque jour afin d'examiner les changements de comportement et trouver un moyen de lui faire retrouver sa personnalité originelle.
Les Typhons se divisent en plusieurs catégories, parmi les principales : « les Mimic » - décrits comme petits, ils servent d'« éclaireurs » et peuvent prendre la forme d'un objet - « les Tisseurs » - grâce à la matière collectée par les Mimics, ils peuvent créer les Fantômes à partir de cadavres - « les Fantômes » - leur rôle et de protéger les autres Typhons - « les Poltergeist » - ils sont pratiquement invisibles et font léviter des objets - les « Télépathes » - ils ont la capacité de prendre le contrôle des êtres humains - « Technopathes » - ils peuvent manipuler les machines à bord de la station -  « les Cauchemars » - imposants, ils apparaissent inopinément dans le seul but de tuer le joueur, - « le Typhon Apex » - monstre lovecraftien faisant la taille de la station rendant surexcités les autres Typhons, son rôle et le fait qu'il y ait un seul ou plusieurs spécimens Apex sont inconnus.

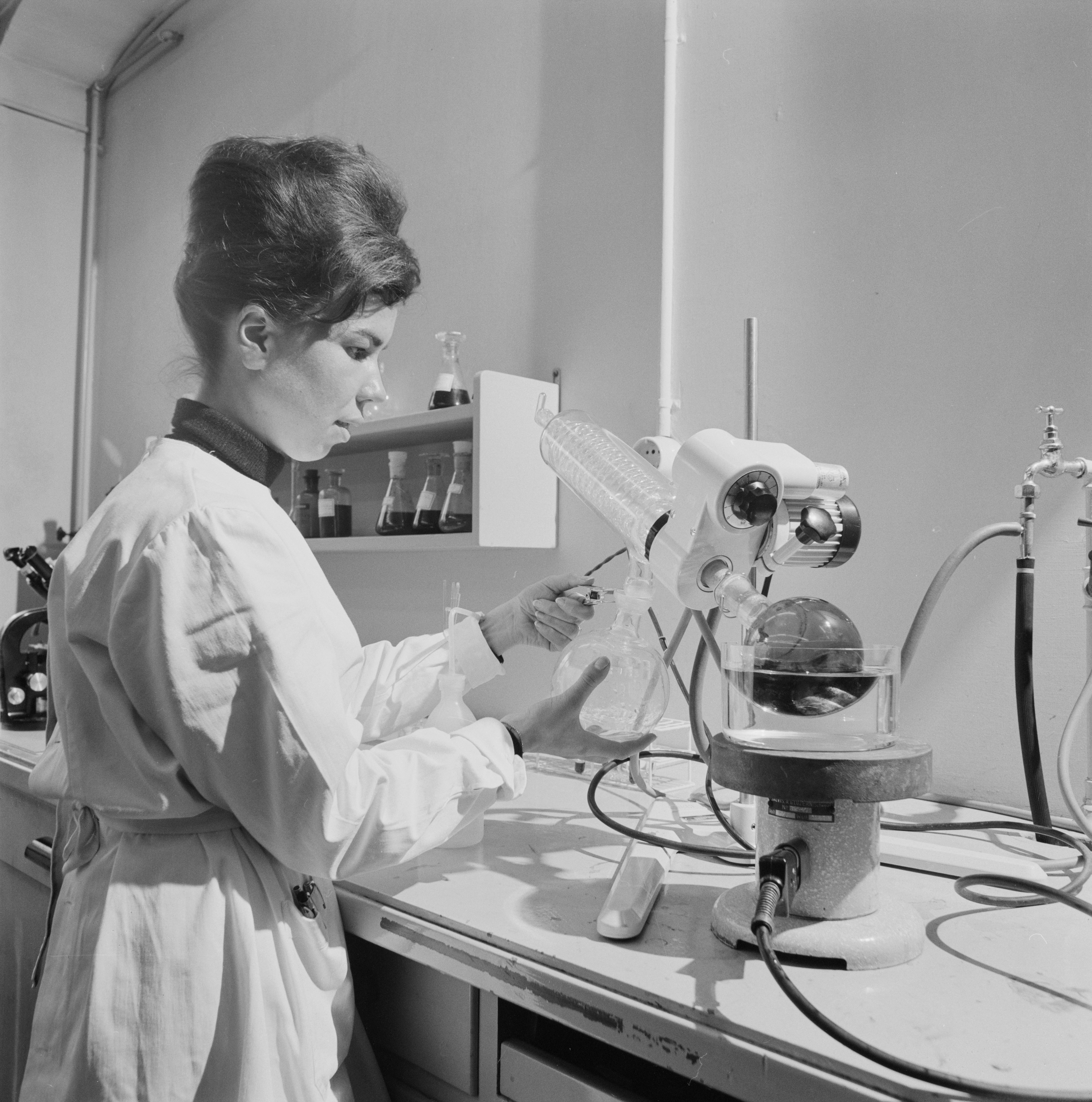
La station est principalement composée de chercheurs.

Que ce soit au travers de rencontres ou d'enregistrements, plusieurs personnages travaillant à la station sont présents, dont notamment : le chercheur Lorenzo Calvino (Enn Reitel) - assisté par Miyu Okabe (Keiko Agena), il est l'inventeur de la technologie Looking Glass -, le neuroscientifique Dayo Igwe (Ike Amadi (en)), l'ingénieur en chef Mikhaila Ilyushin (Eliza Schneider) la chef de la sécurité Sarah Elazar (Iris Bahr (en)) ou encore l'archiviste en chef Danielle Sho (Mae Whitman).
Parmi les personnes ne faisant pas partie du personnel, se trouvent : les membres du programme de volontaires composés de Aaron Ingram (Walton Goggins), Luka Golubkin (Ilia Volok (en)) et Yuri Andronov (Elya Baskin) ainsi que Walther Dahl (Steve Blum), le chef d'équipe de récupération du conseil d'administration de Transtar accompagné de son opérateur Kaspar (Dino Andrade) et d'opérateurs militaires (Jocelyn Blue).
Plusieurs robots autonomes se trouvent dans la station : les opérateurs personnels de Morgan, January, December et October, Skillet (Cerris Morgan-Moyer) ainsi que les opérateurs médicaux (Tom Kenny), ingénieurs (J.V. Martin) et scientifiques (Melissa Disney),.

## Système de jeu
Pour se défendre, Morgan peut se servir d'une clé à griffe, d'un pistolet, d'un fusil à pompe, d'une arbalète servant à tirer des fléchettes en mousse, d'un pistolet disjoncteur étourdissant, d'un canon glu, d'un canon à rayonnement Q, des charges recyclantes et IEM, des leurres à Typhons et des émetteur d'onde zéro.

## Développement

### Les différentes formes du projet

#### D'abord une suite...

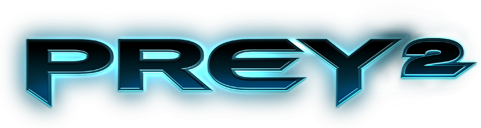
Logo de Prey 2.

La suite de Prey de 2006 est annoncée peu après la sortie de ce dernier par Scott Miller de 3D Realms qui confirme le développement d'un second volet. Lancée en juin 2007, la marque du groupe de gestion de Miller, Radar Group, annonce le 17 mars 2008 qu'elle va travailler avec plusieurs développeurs afin de sortir trois jeux. Prey 2 est alors un des trois titres cités tandis que le studio Human Head Studios est annoncé comme étant de retour.
Les droits ont ensuite été transférés de Radar Group à Bethesda Softworks. La suite du jeu est officiellement annoncée le 14 mars 2011. Chris Rhinehart, chef de projet, déclare : « Nous sommes ravis de travailler avec Bethesda sur Prey 2 »,. Il développe : « Prey 2 permettra aux joueurs d'explorer une nouvelle facette de l'univers de Prey, une qui offre une action rapide dans un monde extraterrestre ouvert. Nous sommes impatients de montrer aux joueurs le titre sur lequel nous avons travaillé et nous espérons qu'ils seront aussi excités par ce titre que nous le sommes »,.
Le 23 mars 2012, le site de gaming hollandais PS Focus rapporte une rumeur selon laquelle Prey 2 avait été annulé par ZeniMax Media. Lorsqu'il leur a été demandé, Bethesda Softworks a répondu qu'il n'avait aucun commentaire à faire sur ce sujet.
Le 19 avril 2012, Bethesda a déclaré que Prey 2 ne serait pas annulé, mais que le titre ne sortirait pas en 2012 comme prévu, l'éditeur arguant que « le développement du jeu n'a pas progressé de manière satisfaisante cette année » et ne répond pas à ses « standards de qualité ».
Le 20 août 2012, le jeu est retiré de la page des produits sur le site de Bethesda. Un porte-parole de Bethesda informe Eurogamer que leur site met seulement l'accent sur les titres à venir et qu'ils attendent d'être prêts à parler plus amplement du jeu avant de le mettre en avant.

#### ...puis une réinvention
Début 2013, plusieurs sites de vente en ligne comme la Target Corporation, Walmart et Amazon.com, lancent les précommandes pour Prey 2 avec une date de sortie prévue au 31 décembre 2013.
En mai 2013, Kotaku rapporte une rumeur disant que le développement serait confié à Arkane Studios, qui aurait recommencé de zéro, détruisant le travail de Human Head Studios, pour une date de sortie prévue en 2016. Il est également dit qu'Obsidian Entertainment a travaillé sur le jeu à un moment donné pendant au moins quelques mois.
En août 2013, le vice-président de Bethesda, Pete Hines, réfute ces rumeurs et annonce : « Le Prey 2 d'Human Head est le Prey 2 d'Human Head. Arkane fait son propre truc ». Parallèlement le codirecteur d'Arkane Studios, Raphael Colantonio, réaffirme au site Rock Paper Shotgun que son studio n'est pas impliqué dans le développement. Mais le 16 août, Kotaku publie des e-mails envoyés par Raphael Colantonio à ses équipes au mois de mai qui démontrent qu'Arkane Studios travaille sur le projet.
Le 30 octobre 2014, Pete Hines annonce l'annulation de Prey 2 : « Il ne répondait pas à nos standards de qualité et nous avons décidé de l'annuler. Il n'est plus en développement. Ce n'était pas une décision facile à prendre, mais elle ne surprendra pas grand monde puisque nous n'en parlions plus depuis longtemps. »,. Il précise toutefois que la franchise n'est pas abandonnée.
Le 12 juin 2016, Bethesda annonce le reboot de Prey, également intitulé Prey, lors de la conférence de presse de l'E3. Le jeu est développé par le directeur et CEO d'Arkane Studios, Raphaël Colantonio et son équipe à Austin. Ce dernier déclare que le nouveau Prey n'est ni une suite ni un reboot, mais une « réinvention de la propriété intellectuelle ».
Le teaser dévoilé lors de l'E3 2016 montre le protagoniste dans une station spatiale et effrayante. Le vice-président marketing de Bethesda, Pete Hines, a expliqué que le nouveau jeu n'avait gardé aucun élément du projet annulé Prey 2, mis à part que le joueur affronte des aliens. Il explique que le studio avait exploré l'essence de la licence Prey pour développer ce nouveau jeu plus psychologique qu'horrifique.

### Bâtir une station

#### Histoire, luxe et rétrofuturisme
Austin Grossman, d'Arkane également, a aidé à établir les détails des premières lignes avec le réveil de Morgan servant comme début du jeu. Colantonio cherche à rattacher la « légende de l'industrie » Chris Avellone au projet, qui est dans un premier temps indisponible. Une fois libre de toute responsabilité, c'est lui-même qui contacte le studio pour participer au développement. Outre d'autres parties du récit, Avellone est responsable de la conception de plusieurs personnages non-jouables ainsi que celle de diverses missions secondaires. Avellone a estimé que ces personnages et leurs missions devaient créer des dilemmes pour que le joueur détermine comment procéder et qu'ils les aident à définir leur version de Morgan tout en élargissant l'univers du jeu. Avellone a travaillé avec Arkane de juin à novembre 2016,.
Pour bâtir l'univers et l'environnement, les développeurs se basent sur l'histoire du jeu. Ainsi, TranStar ayant été sur la Lune, plusieurs sculptures usant du minerai lunaire se trouvent dans la station par exemple. Ce procédé se retrouve dans les jeux Dishonored.
Talos I étant un lieu relativement petit, Arkane a pleinement pu détailler la station, comme le prouve le fait que chaque personnage non-jouable, vivant ou mort, se voit doter d'un nom et, pour la plupart, d'une histoire personnelle. Ces derniers étant en uniformes, leur coiffure ont permis de leur donner de la personnalité. Les gagnants du Prix Nobel et des politiciens proéminents ont servi d'inspirations pour leurs visages.
Bare mentionne l'envie de faire un donjon dans l'espace en référence au jeu Arx Fatalis développé par Arkane  en 2002. Le style années 1960 et 1970 a été étudié, puisqu'il s'agit de l'époque durant laquelle Kennedy aurait vécu. Ils ont également conçu la station comme si elle avait été créée par un riche entrepreneur du secteur privé (mentionnant Elon Musk et l'entreprise Google,), incluant des matériaux de luxe comme le bois et le cuir.
L'équipe utilise le terme « Neo Deco » pour décrire le style de la station,,, ce qui se traduit par l'art déco des années 1960-1970 qui aurait évolué en intégrant des éléments futuristes. Ce mélange d'imagerie est la base du Rétrofuturisme. L'équipe cite les influences de l'architecture du milieu du vingtième siècle, Frank Lloyd Wright, l'hôtel Overlook vu dans Shining ou encore le Bauhaus. Talos I ayant été au départ une prison pour les Typhons, des restes de l'architecture brutaliste sont présents dans la station.
Extérieurement, la station ressemble à un « gratte-ciel dans l'espace ». L'extérieur se base en partie sur le South Ferry Plaza (en) ainsi que les travaux de l'architecte Hugh Ferriss (en), afin de montrer le luxe du lieu tout en gardant le côté fonctionnel de la station,,. L'abondance de la couleur rouge dans la section T.E.G vient des comics de Philippe Druillet et du film 2001, l'Odyssée de l'espace.

#### Les technologies
Les armes du jeu se devaient d'être cohérente avec le monde. Talos I étant une station de recherche, les forces de sécurité ne pouvaient avoir que des pistolets ou fusils à pompe bien différents des armes « surpuissantes » de type lance-roquettes ou BFG de Doom,. Les armes avancées ont été pensées comme des prototypes et ont plusieurs défauts,, sur la base de photos du livre Time Machines: Accelerating Back to the Big Bang de Stanley Greenberg et une série de photos de CERN. Ces photos ont également montré le quotidien des chercheurs. Les neuromods se basent en partie sur une vieille caméra 8 mm Braun.
La technologie se veut réaliste et plus « visible » comme montrée dans les films de Terry Gilliam, mais moins sombres, donnant plus de contraste par rapport aux Mimics,,. Le casque à oxygène reprend des éléments des casques de pilote d'avion. L'idée des Neuromods vient quant à elle de la Connectomique. Pour différents éléments électroniques, Jacob Jensen a été une influence.

#### La musique
La bande originale a été composée par Mick Gordon, qui avait composé celle de Doom. D'autres musiques ont été composées par Ben Crossbones, Matt Piersall et Colantonio, chacun ayant founi une seule piste.

## Extensions
Prey: Mooncrash est sortie le 11 juin 2018 et se déroule sur la Lune. Prey: Typhon Hunter est sortie le 11 décembre 2018 et intègre un mode multijoueur.

## Analyse

### L'influence du cinéma

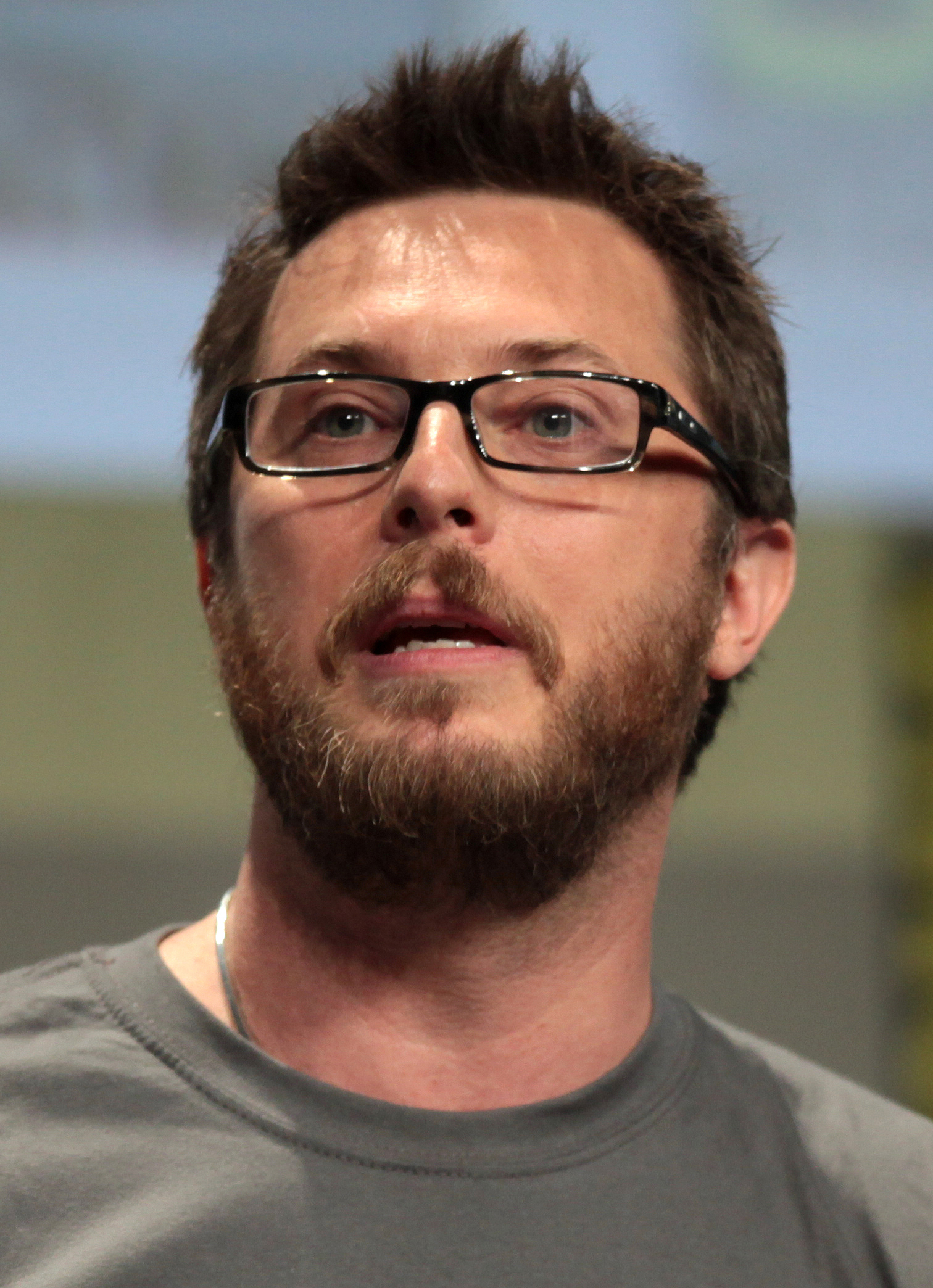
Duncan Jones, réalisateur du film Moon (2009), une des principales sources d'inspiration de Prey.

Parmi les influences, les films Moon (2009), Starship Troopers (1997), The Matrix (1999) ou encore Sunshine (2007) sont cités.
Le parcours de Morgan rappelle celui de Sam Bell (Sam Rockwell) dans Moon (2009) ou Quaid (Arnold Schwarzenegger) dans Total Recall (1990). Les deux doivent démêler le vrai du faux à cause de problèmes de mémoire, le premier doit également affronter son isolation dans une station, tandis que le second a également une scène entre son lui du présent et son lui du passé. Les similitudes avec Moon ne s'arrêtent pas là, puisque le héros se fait également assister par une I.A, GERTY (Kevin Spacey), et la distribution comprend Benedict Wong.
Le film Aliens (1986) de la franchise Alien est également source d'influence. Le côté « survie » dans un environnent hostile d'Ellen Ripley (Sigourney Weaver) se retrouve dans Morgan Yu qui doit affronter des créatures tandis que la Weyland-Yutani et TranStar sont deux sociétés voulant exploiter ces mêmes créatures. Avellone explique qu’Aliens, malgré son côté action / suspense a certains moments de comédie même durant d'importantes scènes d'action et il réutilise ce procédé dans le jeu.
La boucle temporelle fait penser à Groundhog Day (1993), tandis que le monde derrière les murs et Morgan qui se fait épier rappelle The Truman Show (1998). Pour les Typhons, le roman Solaris (1961) et son adaptation datant de 1972 ont servi d'inspiration. Des fausses affiches de films sont également parsemées dans toute la station.

### L'influence du jeu vidéo
Prey reprend également de nombreux codes des Immersive sim ou jeu vidéo de rôle / action-RPG.
L'un des principaux éléments important est la quantité de choix que le jeu laisse aux joueurs. Cette envie fait partie de la culture du studio puisque parmi certaines phrases accrochées aux murs, se trouve « dites oui au joueur ».
Raphael Colantonio mentionne les personnages non-jouables comme existant dans l'univers, ils ne s'arrêtent pas à une fonction. Grâce aux documents les joueurs peuvent se faire leur propre avis et cela influence leur décision lors des divers choix moraux auxquels ils sont confrontés. Le piratage d'ordinateurs donne accès aux courriels comme dans Deus Ex (2000), les joueurs pouvant en apprendre plus sur les personnages non-jouables. System Shock 2 (1999) de Looking Glass Studios est souvent évoqué comme une influence,. Il y a d'ailleurs une machine appelée Looking Glass présente dans le jeu.
Le personnage est en vue à la première personne et dispose d'une clé à griffe, rappelant le pied-de-biche dans Half-Life (1998) ou encore la clé anglaise dans BioShock (2007). Prey partage également avec Bioshock un arbre de compétence assez similaire, les deux donnant des compétences au protagoniste, via des Neuromods dans Prey et des Plasmides dans BioShock.
Les décors remplis de détails et qui supportent une histoire rappellent ceux de Rapture ou de Von Braun. Repris également par BioShock, le jeu se sert d'un système d'enregistrements audio pour ses personnages dont System Shock 2 était un des premiers jeux à s'en servir,,.